# The King and I (1956)
The King and I is een Amerikaanse langspeelfilm van Walter Lang uit 1956. De film is een verfilming van de musical The King and I van Richard Rodgers en Oscar Hammerstein II uit 1951. De film met Yul Brynner en Deborah Kerr behaalde vijf Academy Awards (naast vier gemiste nominaties) tijdens de 29ste Oscaruitreiking in het voorjaar van 1957.

## Verhaallijn
De film verhaalt de ervaringen van de Engelse vrouw Anna Leonowens die op vraag van koning Rama IV (Mongkut) van Siam (Thailand) zijn kinderen, waaronder Prins Chulalongkorn, de latere Koning Rama V, aan het Hof onderwijs gaf. Zij woonde en werkte van 1862 tot 1868 aan het Siamese Hof. De musical en de film zijn een geromantiseerde versie, wel gebaseerd op de boeken van Anna Leonowens waaronder The English Governess at the Siamese Court being Recollections of Six Years in the Royal Palace at Bangkok en The Romance of the Harem.

## Rolverdeling
| Acteur          | Personage           |
| --------------- | ------------------- |
| Deborah Kerr    | Anna Leonowens      |
| Yul Brynner     | koning van Siam     |
| Rita Moreno     | Tuptim              |
| Terry Saunders  | Lady Thiang         |
| Martin Benson   | Kralahome           |
| Rex Thompson    | Louis Leonowens     |
| Patrick Adiarte | prins Chulalongkorn |
| Alan Mowbray    | Sir John Hay        |
| Geoffrey Toone  | Sir Edward Ramsay   |
| Carlos Rivas    | Lun Tha             |

## Erkenning
- Op 28 februari 1957 tijdens de 14e Golden Globe Awards haalde de film twee Golden Globe Awards. De film zelf werd Beste film - in de categorie musical of komedie, Deborah Kerr werd Beste actrice in de categorie musical of komedie.
- Op 27 maart 1957 tijdens de 29ste Oscaruitreiking behaalde de film, die negen maal genomineerd was, vijf Academy Awards: de Oscar voor beste acteur (Yul Brynner), voor beste originele muziek, voor beste geluid, voor beste productiedesign en voor beste kostuumontwerp. De nominaties voor Beste film, beste regisseur, beste actrice en beste kleurencinematografie konden niet verzilverd worden.